# 森特勒爾奈阿克 (紐約州)
森特勒爾奈阿克（英語：Central Nyack）是位於美國紐約州羅克蘭縣的非建制地區。

## 地理
森特勒爾奈阿克所處的海拔為高於海平面21米（即69英呎），而該地所採用的時區為UTC-5，即北美东部时区（EST）。同時該地設有夏令時間，為UTC-5調快一小時，即UTC-4（EDT）。